# Gisia Paradís
Gisia Paradís, de nombre real Gloria Paraíso Ballarín (Huesca, 31 de marzo de 1934 – Madrid, 20 de octubre de 1984), fue una actriz española que desarrolló gran parte de su carrera en el cine español entre finales de los 50 y la década de 1960.

## Biografía[1]
Hija mayor de tres hermanos de una familia oscense labradora. En su ciudad natal estudió el bachillerato en la Academia Gari y a su término hizo prácticas en el Hospital Provincial. Marchó después a Zaragoza a cursar los estudios de Medicina, que abandonó en el último curso para escapar con un novio suizo a Ginebra, donde trabajó como traductora en la Organización de Naciones Unidas, hasta que en 1958 el director argentino Tulio Demichelli le propuso debutar en el cine con la película Las locuras de Bárbara.
Con su aspecto sofisticado y aire de vampiresa rubia, se asomó a un cine español que, a finales de la década de 1950 y comienzos de la de 1960, presentaba cierta renovación en sus contenidos. Gisia Paradís, que desarrolló casi toda su carrera en Barcelona, intervino en casi una veintena de películas, unas policíacas y otras del género de comedia, donde exhibió un atractivo hasta entonces poco común en el cine nacional. No hizo apenas papeles de protagonista —salvo en la película Muere una mujer de Mario Camus (1965) con guion del oscense Carlos Saura—, pero sí otros, aunque de reparto, de cierto relieve. 
Más repercusión en la prensa rosa tuvieron sus idilios amorosos con los actores Julián Mateos y Carlos Larrañaga, y con el director de cine y pintor Miguel Herreros, pero fue en Gibraltar y con el norteamericano Richard Kirvy, un hombre más joven que ella y de gran fortuna económica, con quien se casó. Durante los cinco años que duró su matrimonio en Estados Unidos, participó en algunas series televisivas, pero, una vez roto, regresó a España, afincándose en Madrid, donde falleció prematuramente.

## Curiosidades
Su apellido artístico (Paradís) es una traducción al catalán de su apellido real (Paraíso). A menudo su apellido artístico aparecía acreditado sin acento en carteles o créditos: Paradis en lugar de Paradís.

## Filmografía

### Cine
- Un vaso de whisky (1958), de Julio Coll
- A sangre fría (Trampa al amanecer) (1959), de Juan Bosch
- Buen viaje, Pablo (1959), de Ignacio F. Iquino
- Las locuras de Bárbara (1959), de Tulio Demicheli
- Roma de mis amores (1960), de Carlo Campogalliani
- Hola, Robinson (1960), de Jack Pinoteau
- Días de feria (1960), de Rafael J. Salvia
- El traje de oro (1960), de Julio Coll
- Margarita se llama mi amor (1961), de Ramón Fernández
- La cuarta carabela (1961), de Miguel Martín
- Marisol rumbo a Río (1963), de Fernando Palacios
- Autopsia de un criminal (1963), de Ricardo Blasco
- La alternativa (1963), de José María Nunes
- Muere una mujer (1964), de Mario Camus
- Oscuros sueños de agosto (1967), de Miguel Picazo
- El tesoro de Makuba (1967), de José María Elorrieta
- Tengo que abandonarte (1969), de Antonio del Amo
- Chicas de club (1970), de Jorge Grau
- Mecanismo interior (1971), de Ramón Barco